# Jaulgonne
Jaulgonne és un municipi francès situat al departament de l'Aisne i a la regió dels Alts de França. L'any 2007 tenia 644 habitants.

## Demografia

### Població
El 2007 la població de fet de Jaulgonne era de 644 persones. Hi havia 271 famílies de les quals 74 eren unipersonals (41 homes vivint sols i 33 dones vivint soles), 99 parelles sense fills, 90 parelles amb fills i 8 famílies monoparentals amb fills.
La població ha evolucionat segons el següent gràfic:
Habitants censats

### Habitatges
El 2007 hi havia 343 habitatges, 273 eren l'habitatge principal de la família, 36 eren segones residències i 34 estaven desocupats. 324 eren cases i 17 eren apartaments. Dels 273 habitatges principals, 228 estaven ocupats pels seus propietaris, 42 estaven llogats i ocupats pels llogaters i 3 estaven cedits a títol gratuït; 10 tenien dues cambres, 51 en tenien tres, 67 en tenien quatre i 145 en tenien cinc o més. 193 habitatges disposaven pel capbaix d'una plaça de pàrquing. A 110 habitatges hi havia un automòbil i a 117 n'hi havia dos o més.

### Piràmide de població
La piràmide de població per edats i sexe el 2009 era:
| Homes | Edats   | Dones |
| ----- | ------- | ----- |
| 0     | 95 o +  | 0     |
| 0     | 90 a 94 | 8     |
| 0     | 85 a 89 | 28    |
| 4     | 80 a 84 | 8     |
| 8     | 75 a 79 | 24    |
| 16    | 70 a 74 | 16    |
| 36    | 65 a 69 | 32    |
| 24    | 60 a 64 | 12    |
| 8     | 55 a 59 | 12    |
| 20    | 50 a 54 | 20    |
| 36    | 45 a 49 | 12    |
| 12    | 40 a 44 | 28    |
| 24    | 35 a 39 | 20    |
| 20    | 30 a 34 | 20    |
| 12    | 25 a 29 | 20    |
| 12    | 20 a 24 | 4     |
| 12    | 15 a 19 | 40    |
| 20    | 10 a 14 | 20    |
| 24    | 5 a 9   | 12    |
| 28    | 0 a 4   | 0     |

## Economia
El 2007 la població en edat de treballar era de 372 persones, 284 eren actives i 88 eren inactives. De les 284 persones actives 249 estaven ocupades (131 homes i 118 dones) i 34 estaven aturades (17 homes i 17 dones). De les 88 persones inactives 31 estaven jubilades, 30 estaven estudiant i 27 estaven classificades com a «altres inactius».

### Ingressos
El 2009 a Jaulgonne hi havia 284 unitats fiscals que integraven 667 persones, la mediana anual d'ingressos fiscals per persona era de 17.600,5 €.

### Activitats econòmiques
Dels 31 establiments que hi havia el 2007, 1 era d'una empresa alimentària, 8 d'empreses de construcció, 7 d'empreses de comerç i reparació d'automòbils, 2 d'empreses de transport, 2 d'empreses d'hostatgeria i restauració, 1 d'una empresa financera, 2 d'empreses immobiliàries, 2 d'empreses de serveis, 5 d'entitats de l'administració pública i 1 d'una empresa classificada com a «altres activitats de serveis».
Dels 13 establiments de servei als particulars que hi havia el 2009, 1 era una oficina de correu, 1 taller de reparació d'automòbils i de material agrícola, 1 paleta, 1 guixaire pintor, 1 fusteria, 2 lampisteries, 1 electricista, 1 empresa de construcció, 1 perruqueria, 1 restaurant i 2 agències immobiliàries.
Dels 3 establiments comercials que hi havia el 2009, 1 era una botiga de més de 120 m², 1 una botiga de menys de 120 m² i 1 una fleca.
L'any 2000 a Jaulgonne hi havia 5 explotacions agrícoles.

## Equipaments sanitaris i escolars
L'únic equipament sanitari que hi havia el 2009 era una farmàcia.
El 2009 hi havia una escola elemental integrada dins d'un grup escolar amb les comunes properes formant una escola dispersa.

## Poblacions més properes
El següent diagrama mostra les poblacions més properes.